# Republica.com
Republica.com, cuyo nombre completo es La República de las Ideas, es un diario digital español de información general fundado por Pablo Sebastián en abril de 2010, en ocasión del aniversario de la Segunda República Española. Perteneciente a la editorial Editor Digital siglo XXI, Republica.com se ubica ideológicamente en una posición de centro reformista sin alinearse con ningún partido político.
En el nacimiento y la puesta en marcha de Republica.com  colaboraron con Pablo Sebastián (Editor), José Oneto (Consejero Editorial) y Manuel Martín Ferrand, así como un amplio equipo de periodistas, Pilar Gassent (Directora), o Carolina Cortines (coordinadora de proyectos) y un destacado elenco de columnistas y analistas entre los que figuran: Pablo Sebastián, José Oneto, Fernando González Urbaneja, Primo González, José Javaloyes, Ramón Tamames, Jaime Peñafiel, Josep Borrell, Juan Francisco Martín Seco, José Luís Manzanares, Luís Racionero, Patxi Andión, Daniel Martín, Julián García Candau, Ignacio del Río, Luís de Velasco, Mónica Fernández Aceituno, Chencho Arias, Alberto Piris, Juan Chicharro, Javier Pérez Pellón, Ignacio Sebastián de Erice y Marcello.